# Карашокат
Карашокат (каз. Қарашоқат) — село в Шалкарском районе Актюбинской области Казахстана. Входит в состав Кишикумского сельского округа. Код КАТО — 156442300.

## Население
В 1999 году население села составляло 267 человек (138 мужчин и 129 женщин). По данным переписи 2009 года, в селе проживало 114 человек (59 мужчин и 55 женщин).